# Anton Benning
Anton Hermann Benning (Hakenberg, 15 de mayo de 1918 - Recklinghausen, 29 de septiembre de 2013) fue un ases de la Luftwaffe durante la Segunda Guerra Mundial y condecorado con la Cruz de Caballero de la Cruz de Hierro en 13 de abril de 1945.

## Carrera
Benning se unió a la Luftwaffe en 1938 y se le fue asignado el puesto de instructor de vuelo. Como piloto de transporte volaría con  un Junkers Ju 52, tomando parte en el suministro del cerco de Stalingrado a principios de 1943, antes de volver a entrenarse como piloto de combate monomotor con un Jagdgeschwader 106 (JG 106). En junio de 1943 Oberfeldwebel comenzó a ser asignado a la unidad 2./Jagdgeschwader 301 (JG 301) para operar como "Wilde Sau" o los cazas que atacaban los bomabrderos británicos. Posteriormente sería trasladado a la unidad 2./Jagdgeschwader 302 (JG 302) como teniente, antes de convertirse en Staffelkapitän o jefe de escuadrón de la 10./JG 301 a finales de 1944.
Se le asignan 28 victorias (incluidos 18 bombarderos motorizados, de los cuales 3 eran Lancaster de la RAF), en todo el Frente Occidental.
Benning moriría el 29 de septiembre de 2013, a la edad de 95 en Recklinghausen.

## Condecoraciones
- Cruz de Hierro de 2.ª (1940) y 1.ª clase (1942)
- Cruz Alemana en Oro el 1 de enero de 1945 como Oberfeldwebel de la 2./Jagdgeschwader 302.[3]
- Cruz de Caballero de la Cruz de Hierro el 13 de abril de 1945 como teniente y Staffelkapitän de la 1./Jagdgeschwader 301[4]